# Kill This Love
Kill This Love es el segundo miniálbum coreano del grupo femenino surcoreano Blackpink. Fue lanzado el 5 de abril de 2019 por YG Entertainment e Interscope Records, siendo el lanzamiento debut con este último sello discográfico.
Su sencillo principal, «Kill This Love», alcanzó el número dos en las listas musicales de Corea del Sur y se convirtió en el primer éxito entre los 50 primeros del grupo en Estados Unidos y el Reino Unido.
En Billboard 200, Kill This Love debutó en la posición 24 con 19.200 unidades, incluidas más de 9.100 ventas puras. El EP alcanzó los diez primeros lugares en muchos territorios, incluidos Canadá, Japón, Nueva Zelanda y Corea del Sur, y entre los veinte primeros en Australia. Fue certificado con disco de Platino por Gaon Music Chart en junio de 2019, por vender 250.000 unidades equivalentes a álbum, convirtiéndose en el segundo EP de Blackpink en hacerlo, después de Square Up en 2018.

## Antecedentes
YG Entertainment, casa discográfica de Blackpink, anunció el 25 de marzo de 2019; que el grupo regresaría con un nuevo álbum titulado Kill This Love, mediante una imagen teaser de Lisa. La agencia confirmó que Blackpink trabajó con «cuatro coreógrafos de clase mundial» para una coreografía «más dinámica» que nunca antes se había visto en el grupo. El 26 de marzo, se lanzó el segundo teaser, esta vez con Jennie. Un día después, la imagen de Jisoo fue lanzada. Por último, el 28 de marzo, la imagen de Rosé fue lanzada. El 31 de marzo, YG posteó la lista de canciones, la cual estaba compuesta por cinco temas, incluyendo el sencillo «Kill This Love» y un remix de «Ddu-Du Ddu-Du».
El 26 de julio, se anunció que el grupo lanzaría una versión japonesa del EP el 11 de septiembre de 2019. El álbum perdió su fecha de lanzamiento inicial y fue lanzado finalmente el 16 de octubre de 2019. Una grabación en vivo de la versión japonesa de «Kill This Love», grabada en el Tokyo Dome el 4 de diciembre de 2019 se incluyó en el tercer álbum en vivo del grupo, titulado Blackpink 2019-2020 World Tour In Your Area - Tokyo Dome, lanzado el 6 de mayo de 2020 a través de Universal Music Japan. 

## Composición y letra
La canción de apertura, «Kill This Love», es una pista electropop estridente con elementos del trap. La canción contiene «cuernos a todo volumen y percusión marcial», con Rosé y Jisoo liderando los precoros «apasionados» sobre la ruptura. La segunda pista, «Don't Know What To Do», es una canción de EDM y pop con un bajo palpitante, un gancho similar a un silbato y una guitarra acústica. «Kick It», la tercera canción, es una pista con elementos de trap, bajo sintético y guitarra acústica. La canción trata sobre decirles a los amantes del pasado: «Estoy bien estando sola / No te sientas mal por mí / Voy a olvidarte ahora». La cuarta pista, «Hope Not», es una suave balada de pop-rock acústico sobre la ruptura, donde la persona ha pasado del anhelo a la aceptación. La pista de cierre, «Ddu-Du Ddu-Du (remix)» fue descrita como un «remix poderoso, listo para el club».

## Vídeo musical
Para promocionar el vídeo musical de «Kill This Love», YG lanzó el primer teaser de Lisa, donde se la ve en un fondo rojo con un color intenso a juego. Siguiendo el mismo patrón como en las imágenes, el siguiente vídeo teaser fue de Jennie. En el clip, se la ve con cabellera rubia, dándole a la cámara una mirada confiada, mientras suena un misterioso ritmo de fondo. En el teaser de Jisoo, está vestida elegantemente lista para «matarlo todo» con su elegancia. El último teaser en ser lanzado fue el de Rosé, donde al igual que las demás, aparece frente a un fondo rojo. El 2 de abril, Blackpink finalmente lanzó el teaser grupal de «Kill This Love». Manteniéndose en línea con sus personajes duros y femeninos, en el tráiler de la canción se las ve con accesorios emulando a conocidos personajes como por ejemplo, Lara Stone y Sucker Punch de Tomb Raider, y alucinante movimientos de baile.
El 4 de abril, el vídeo musical fue lanzado, junto al álbum. El vídeo, visualmente recurre a los elementos militares incluidos en sus publicaciones de Instagram y teaser. Think Lara Croft se encuentra con Sucker Punch en un entorno futurista con un toque de glamour femenino. Al principio del video se puede ver a Jennie con un vestido de plumas muy particular, después Lisa aparece con su rap, luciendo un abrigo con manchas de color verde y rojo. Al terminar esta escena aparece Jisoo con un precioso objeto escultural que se parece a una salpicadura de agua. Después de esta escena se puede ver a Rosé conduciendo un coche debajo de una tormenta antes de que aparezcan las cuatro integrantes para bailar. Después de que las cuatro salgan a bailar, salen Jennie y Lisa con un rap en conjunto. Con esta escena finalizada sale Rosé en un parque con una tormenta de fondo, mientras ella sujeta un trébol de cuatro hojas. Luego sale Jisoo como una princesa a punto de ser asesinada por otra Jisoo luciendo un arco en llamas. Al finalizar la escena salen las cuatro para bailar bajo una trampa por osos gigante. Luego salen las cuatro a una calle abandonada, mientras Rosé canta la canción. Por último, salen las cuatro para bailar el dance break

## Rendimiento comercial
A solo unas horas de su lanzamiento, «Kill This Love» logró encabezar varias listas musicales surcoreanas como Bugs, Mnet, Naver y Soribada. El vídeo musical de «Kill This Love» logró alcanzar 56,7 millones de visualizaciones en sus primeras 24 horas, convirtiéndose, en ese momento, en el vídeoclip más visto de YouTube en sus primeras 24 horas.

## Recepción de la crítica
Kill This Love recibió críticas generalmente favorables de la prensa especializada. En Metacritic, que asigna una calificación normalizada de 100 a las reseñas de las publicaciones principales, el álbum recibió una puntuación promedio ponderada de 69, basada en 4 reseñas, lo que indica "reseñas generalmente favorables". Laura Dzubay de Consequence of Sound dijo que el álbum «funciona como una estocada más nítida, más ajustada y aún más ruda en las mismas ideas que el álbum del año pasado». También destacó los «estilos de producción equilibrados, combinados con el talento de las cantantes para la elasticidad vocal».
Para la revista Rolling Stone, Jeff Benjamin escribió que «Habrá tiempo para que Blackpink experimente, idealmente en un proyecto de larga duración. Hasta entonces, las mujeres están profundizando su estilo de k-pop para una base de fans que crece rápidamente y que no depende del idioma, con cada nuevo ritmo feroz que cae». Michelle Kim de Pitchfork dio una crítica mixta, calificando la producción del álbum como «extrañamente anticuada, como si hubiera sido elaborada a principios de la década y luego olvidada en una cápsula del tiempo durante cinco años». Rhian Daly de NME dijo que el álbum «muestra a una banda que ciertamente es talentosa, pero quizás no esté lista para el próximo arco ascendente en el camino en el que están actualmente».

## Lista de canciones
| Kill This Love |                                  |                          |                                  |                  |          |  |
| N.º            | Título                           | Letras                   | Música                           | Arreglo          | Duración |  |
| 1.             | «Kill This Love»                 | Teddy, Bekuh BOOM        | Teddy, R.Tee, 24, Bekuh BOOM     | Teddy, R.Tee, 24 | 3:09     |  |
| 2.             | «Don't Know What To Do»          | Teddy                    | Teddy, 24, Brian Lee, Bekuh BOOM | Teddy, R.Tee, 24 | 3:21     |  |
| 3.             | «Kick It»                        | Teddy, Danny Chung, TAEO | Teddy, 24                        | 24               | 3:11     |  |
| 4.             | «아니길 (Hope Not)»              | Teddy, Masta Wu          | Teddy, 서원진, Lydia Paek        | 서원진           | 3:12     |  |
| 5.             | «뚜두뚜두 (Ddu-Du Ddu-Du Remix)» | Teddy                    | Teddy, 24, R.Tee, Bokuh BOOM     | R.Tee            | 3:22     |  |
| 16:19          |                                  |                          |                                  |                  |          |  |

## Reconocimientos

### Premios y nominaciones
| Año  | Evento                  | Premio                     | Resultado | Ref.   |
| ---- | ----------------------- | -------------------------- | --------- | ------ |
| 2019 | Gaon Chart Music Awards | Álbum del año - 2.º cuarto | Nominado  | [ 28 ] |
| 2019 | Mnet Asian Music Awards | Álbum del año              | Nominado  | [ 29 ] |
| 2020 | Seoul Music Awards      | Premio Bonsang             | Nominado  | [ 30 ] |

### Listados
| Publicación | Lista                                      | Ranking  | Ref.   |
| ----------- | ------------------------------------------ | -------- | ------ |
| Kpop Agent  | The 50 Best K-pop Albums of 2019           | 19.º     | [ 31 ] |
| MTV         | Mejor Lado B del k-pop de 2019 («Kick It») | 20.º     | [ 32 ] |
| Paper       | Top 20 Álbumes de 2019                     | 9.º      | [ 33 ] |
| Pop Crave   | Top 25 Albums, EPs and Mixtapes of 2019    | 24.º     | [ 34 ] |
| Pop Crush   | 2019 K-Pop Albums Master List              | Incluida | [ 35 ] |

## Posicionamiento en listas
| Lista (2019)                               | Posición |
| ------------------------------------------ | -------- |
| Australia (ARIA)                           | 18       |
| Canadá (Canadian Albums)                   | 8        |
| Corea del Sur (Gaon Album Chart)           | 3        |
| Escocia (OCC)                              | 21       |
| España (PROMUSICAE)                        | 30       |
| Estados Unidos (Billboard 200)             | 24       |
| Estados Unidos (Billboard Digital Albums)  | 6        |
| Estados Unidos (Billboard Top Album Sales) | 10       |
| Estados Unidos (Billboard World Albums)    | 1        |
| Hungría (Mahasz)                           | 31       |
| Irlanda (IRMA)                             | 52       |
| Japón (Oricon)                             | 17       |
| Japón (Billboard Japan Hot Albums)         | 9        |
| Nueva Zelanda (RMNZ)                       | 10       |
| Reino Unido (OCC)                          | 40       |
| Suecia (Sverigetopplistan)                 | 23       |

| Lista (2019)                            | Mejor posición |
| --------------------------------------- | -------------- |
| Corea del Sur (Gaon)                    | 17             |
| Estados Unidos (Billboard World Albums) | 14             |

## Certificaciones
| País                                               | Organismo certificador | Certificación | Ventas certificadas | Ref.   |
| Ventas                                             | Ventas                 | Ventas        | Ventas              | Ventas |
| -------------------------------------------------- | ---------------------- | ------------- | ------------------- | ------ |
| China                                              | QQ Music               | Diamante      | 603,076*            | [ 54 ] |
| Corea del Sur                                      | KMCA                   | Platino       | 402,820*            | [ 55 ] |
| *Cifras de ventas basadas solo en certificaciones. |                        |               |                     |        |

## Reedición: Kill This Love -JP Ver.-
El 16 de octubre de 2019, fue lanzada una versión del disco para la industria de Japón, por parte de YGEX, discográfica colaboradora de YG Entertainment en Japón, e Interscope Records. El disco, considerado el segundo álbum de estudio en japonés del grupo después de Blackpink In Your Area (2018), es conocido como Kill This Love -JP Ver.-, y contiene tanto las canciones en coreano del EP Kill This Love, además de todas las nuevas versiones en japonés de los mismos temas.
El álbum fue lanzado en cinco versiones gráficas distintas, con cada integrante como protagonista de las ilustraciones de cada versión y una quinta con todas las miembros. Además, el disco viene acompañado de un extenso photobook de las miembros.
Originalmente, este lanzamiento en Japón iba a ser realizado el 11 de septiembre de 2019, sin embargo, fue pospuesto para el 16 de octubre del mismo año.
El álbum debutó en el puesto 5 de la lista de álbumes de Oricon, el principal gráfico musical de Japón.

## Lista de canciones
| Kill This Love -JP Ver.- |                                            |                          |                                  |                  |          |  |
| N.º                      | Título                                     | Letras                   | Música                           | Arreglo          | Duración |  |
| 1.                       | «Kill This Love (JP Ver.)»                 | Teddy, Bekuh BOOM        | Teddy, R.Tee, 24, Bekuh BOOM     | Teddy, R.Tee, 24 | 3:09     |  |
| 2.                       | «Don't Know What To Do (JP Ver.)»          | Teddy                    | Teddy, 24, Brian Lee, Bekuh BOOM | Teddy, R.Tee, 24 | 3:21     |  |
| 3.                       | «Kick It (JP Ver.)»                        | Teddy, Danny Chung, TAEO | Teddy, 24                        | 24               | 3:11     |  |
| 4.                       | «아니길 (Hope Not) (JP Ver.)»              | Teddy, Masta Wu          | Teddy, 서원진, Lydia Paek        | 서원진           | 3:12     |  |
| 5.                       | «뚜두뚜두 (Ddu-Du Ddu-Du Remix) (JP Ver.)» | Teddy                    | Teddy, 24, R.Tee, Bokuh BOOM     | R.Tee            | 3:22     |  |
| 6.                       | «Kill This Love»                           | Teddy, Bekuh BOOM        | Teddy, R.Tee, 24, Bekuh BOOM     | Teddy, R.Tee, 24 | 3:09     |  |
| 7.                       | «Don't Know What To Do»                    | Teddy                    | Teddy, 24, Brian Lee, Bekuh BOOM | Teddy, R.Tee, 24 | 3:21     |  |
| 8.                       | «Kick It»                                  | Teddy, Danny Chung, TAEO | Teddy, 24                        | 24               | 3:11     |  |
| 9.                       | «아니길 (Hope Not)»                        | Teddy, Masta Wu          | Teddy, 서원진, Lydia Paek        | 서원진           | 3:12     |  |
| 10.                      | «뚜두뚜두 (Ddu-Du Ddu-Du Remix)»           | Teddy                    | Teddy, 24, R.Tee, Bokuh BOOM     | R.Tee            | 3:22     |  |
| 32:38                    |                                            |                          |                                  |                  |          |  |

## Historial de lanzamiento
| Región        | Fecha               | Formato                     | Distribuidora    |
| ------------- | ------------------- | --------------------------- | ---------------- |
|               | 5 de abril de 2019  | Descarga digital, streaming | YG Entertainment |
| Corea del Sur | 23 de abril de 2019 | CD                          | YG Entertainment |
| Japón         | 26 de abril de 2019 | CD                          | YGEX             |